# Municipio de Champaign
El municipio de Champaign (en inglés: Champaign Township) es un municipio ubicado en el condado de Champaign en el estado estadounidense de Illinois. En el año 2010 tenía una población de 10 834 habitantes y una densidad poblacional de 224,41 personas por km².

## Geografía
El municipio de Champaign se encuentra ubicado en las coordenadas 40°5′28″N 88°18′37″O / 40.09111, -88.31028. Según la Oficina del Censo de los Estados Unidos, el municipio tiene una superficie total de 48.28 km², de la cual 48,1 km² corresponden a tierra firme y (0,37 %) 0,18 km² es agua.

## Demografía
Según el censo de 2010, había 10 834 personas residiendo en el municipio de Champaign. La densidad de población era de 224,41 hab./km². De los 10 834 habitantes, el municipio de Champaign estaba compuesto por el 79,13 % blancos, el 7,07 % eran afroamericanos, el 0,17 % eran amerindios, el 10,43 % eran asiáticos, el 0,96 % eran de otras razas y el 2,24 % eran de una mezcla de razas. Del total de la población el 3,07 % eran hispanos o latinos de cualquier raza.